# Rhodobryum simplex
Rhodobryum simplex là một loài rêu trong họ Bryaceae. Loài này được Paris mô tả khoa học đầu tiên năm 1898.
Danh pháp loài này chưa ổn định 